# Club Escacs Tres Peons
El Club Escacs Tres Peons és una entitat esportiva del barri de Gràcia de Barcelona. Fou fundat el 1971 de la fusió del CE Gràcia, CE Rosselló i del CE Torre de Rei. La primera seu s'ubicà a la Cooperativa de Teixidors a Mà, antiga seu del CE Rosselló. El 1981 es traslladà al Club Helena i el 2004 al nou centre del carrer de Ros de Olano, dins el Centre Moral i Instructiu de Gràcia.
Format per jugadors amateurs, disposa d'escola d'escacs i té per objectiu la formació. En Joan Galceran Porqueras n'és l'actual president.
Organitza l'Obert Internacional Tres Peons, l'Obert Internacional Vila de Gràcia i l'Obert Internacional Tupinamba, entre d'altres.

## Història
Fou fundat el 1971 de la fusió de tres clubs preexistents, el CE Gràcia, CE Rosselló i el CE Torre de Rei. Des de la seva creació participa en el Campionat de Catalunya per equips. Va començar amb tres equips participant en els Campionats de Catalunya i ha arribat fins a nou a la dècada del 2020. El 2004 el primer equip va ser campió de Catalunya de la Segona Divisió i el 2007 va tornar a proclamar-se campió ascendint a la Divisió d'Honor, la màxima categoria d'escacs a Catalunya. Un fet que es va repetir el 2013.
El 2004 es proclamà campió de Catalunya de segona divisió. El 2007 fou campió de primera divisió i tercer absolut a la Copa Catalana. El 2008 jugà a la divisió d'honor catalana i fou l'únic equip completament amateur que hi participà. Posteriorment baixà de categoria. L'any 2014 va tornar a Divisió d'honor d'escacs, on es mantingué fins al 2022. Des del 2018 és el club d'escacs amb més llicències de Catalunya, el 2021, amb més de 200. i també el qui organitza més activitats. Presenta deu equips a la Lliga Catalana. El local social és obert cada dia de setembre a juny per als seus socis i per als jugadors inscrits a les competicions que s'hi juguen
El 2021, coincidint amb els 50 anys de la seva fundació, fou guardonat amb la Medalla d'Honor de l'Ajuntament de Barcelona.